# Comuna de Jaworze
Jaworze (polaco: Gmina Jaworze) é uma gminy (comuna) na Polónia, na voivodia de Santa Cruz e no condado de Bielski.
De acordo com os censos de 2004, a comuna tem 6453 habitantes, com uma densidade 302,7 hab/km².

## Área
Estende-se por uma área de 21,32 km², incluindo:
- área agrícola: 39%
- área florestal: 51%

## Demografia
Dados de 30 de Junho 2004:
|                      | Total   | Total | Mulheres | Mulheres | Homens  | Homens |
| -------------------- | ------- | ----- | -------- | -------- | ------- | ------ |
|                      | pessoas | %     | pessoas  | %        | pessoas | %      |
| População            | 6453    | 100   | 3311     | 51,3     | 3142    | 48,7   |
| Densidade (pop./km²) | 302,7   | 100   | 155,3    | 155,3    | 147,4   | 147,4  |

De acordo com dados de 2002, o rendimento médio per capita ascendia a 1498,4 zł.